# Jungersen Bay
Jungersen Bay är en vik i Kanada.   Den ligger i territoriet Nunavut, i den nordöstra delen av landet, 2 900 km norr om huvudstaden Ottawa.
Trakten runt Jungersen Bay är nära nog obefolkad, med mindre än två invånare per kvadratkilometer.